# Terreur.point.com
Pour plus de détails, voir Fiche technique et Distribution.
Terreur.point.com (FeardotCom) est un film d'horreur américano-anglo-germano-luxembourgeois réalisé par William Malone et sorti en 2002.	
Le film suit un détective new-yorkais, Mike Reilly (joué par Stephen Dorff), qui est confronté à plusieurs morts atroces dues à une nouvelle épidémie. Épaulé par une chercheuse Terry Huston (interprétée par Natascha McElhone), il découvre un site Internet : Terreur.com. Il apprend que toutes les victimes s'y sont connectées deux jours avant leur décès. La mystérieuse épidémie cacherait donc une série de meurtres, menés par une « veuve noire » Alistair Pratt (Stephen Rea) qui hante le Web. Mike se connecte sur le site. Il ne lui reste que 48 heures pour trouver et détruire ce mystérieux tueur, sinon il mourra à son tour.

## Synopsis
Mike Reilly est un détective du NYPD qui est appelé sur les lieux d'une mort mystérieuse dans le métro. La victime, Polidori, présente des saignements des yeux et d'autres orifices et, par le regard figé sur son visage, semble avoir vu quelque chose d'horrifiant avant d'être heurté par un train. Le chercheur du ministère de la Santé, Terry Huston, est également intrigué par la découverte, en particulier lorsque plusieurs autres victimes se présentent avec des symptômes identiques.
Lorsqu'un virus contagieux est exclu, Terry et Mike font équipe pour découvrir ce qui pourrait tuer ces personnes. Au départ, ils sont incapables de trouver quoi que ce soit pour relier les décès ensemble; après quelques recherches supplémentaires pour trouver des indices, ils découvrent finalement que tous les ordinateurs des victimes se sont écrasés peu de temps avant leur décès. Ils envoient chacun des disques durs des victimes à l'amie de Mike, Denise Stone, qui est une spécialiste médico-légale.
Denise découvre que toutes les victimes avaient visité un site Web appelé Feardotcom.com, qui dépeint un meurtre de torture voyeuriste. En regardant le site elle-même, Denise est soumise à divers images et sons de torture qui finissent par la rendre folle, ce qui la fait tomber à mort de la fenêtre de son appartement.
Mike se sent coupable, pensant qu'il n'aurait jamais dû impliquer Denise dans l'affaire. Terry découvre que les personnes qui visitent le site Web meurent dans les 48 heures, apparemment de ce qu'elles craignaient le plus dans leur vie. Malgré ces connaissances dangereuses, elle et Mike visitent le site afin de comprendre ce qui se passe.
Alors qu'ils commencent à ressentir de la paranoïa et des hallucinations (comme le défunt), y compris celle d'une jeune fille et de son ballon gonflable, ils courent contre la montre pour déterminer si l'un d'entre eux a un lien avec un tueur en série extrêmement vicieux, Alistair Pratt, qui échappe à Mike et au FBI depuis des années.
Il est révélé que Feardotcom est, en fait, un site fantôme créé par l'une des premières victimes de Pratt, qui cherche à se venger parce que les gens l'ont vue être torturée et assassinée. Elle a été torturée par Pratt pendant 48 heures avant qu'elle ne le supplie de la tuer, ce qui explique pourquoi les victimes ont 48 heures à vivre. Mike et Terry retrouvent Pratt et libèrent l'esprit de la fille assassinée du site Web, ce qui tue Pratt. Cependant, Mike est également tué par Pratt.
La scène finale montre Terry allongée dans son lit avec son chat. Le téléphone sonne mais elle n'entend personne au bout du fil, seulement des parasites en ligne. Elle raccroche et serre le chat dans ses bras.

## Fiche technique
- Titre original : FeardotCom
- Titre français : Terreur.point.com
- Titre alternatif francophone : Terreur point com
- Réalisation : William Malone
- Scénario : Josephine Coyle, avec la collaboration d'Holly Payberg-Torroija d'après une histoire de Moshe Diamant
- Direction artistique : Regine Freise, Markus Wollersheim
- Décors : Jérôme Latour
- Costumes : Kestin Rossbander, Nici Zinell
- Photographie : Christian Sebaldt, Christoph Griep (photographie 2e équipe)
- Son : Nick Adams, Bobby O'Malley (équipe canadienne)
- Montage : Alan Strachan
- Musique : Nicholas Pike, Stuart Balcomb
- Production : Limor Diamant, Moshe Diamant
- Sociétés de production : 
  - ApolloMedia Distribution (Allemagne), MDP Worldwide (États-Unis), The Carousel Film Company (Luxembourg), Fear.Com Productions (Royaume-Uni)
  - Avec la participation : DoRo Fiction et Filmyard Underwaterdeco (Allemagne), FilmMilagro Films (Canada), Franchise Pictures et Signature Pictures (États-Unis), Luxembourg Film Fund (Luxembourg)
- Sociétés de distribution : Warner Bros. (États-Unis), Sony Pictures Television (France)
- Budget : 42 000 000 $ (estimation)[1]
- Pays d'origine :  Allemagne,  États-Unis,  Luxembourg,  Royaume-Uni
- Langue originale : anglais
- Format : 35 mm — couleur — 2.35:1 — son stéréo DTS Dolby Digital 5.1 SDDS
- Genre : horreur, fantastique, slasher
- Durée : 101 minutes
- Dates de sortie :  9 août 2002,  30 août 2002,  16 juin 2003
- Classification :
  -  France Classification CNC : film interdit aux moins de 16 ans (visa d'exploitation no 108394 délivré le 24 juin 2003)

## Distribution
- Stephen Dorff (VF : Alexandre Gillet ; VQ : Martin Watier): Detective Mike Reilly
- Natascha McElhone (VF : Nathalie Spitzer ; VQ : Viviane Pacal): Terry Huston
- Stephen Rea (VF : Gabriel Le Doze ; VQ : Jacques Lavallée): Alistair Pratt
- Udo Kier : Polidori
- Amelia Curtis (VF : Caroline Lallau ; VQ : Joëlle Morin): Denise Stone
- Jeffrey Combs (VQ : Louis-Georges Girard): Detective Sykes
- Nigel Terry (VQ : Jacques Brouillet): Turnbull
- Gesine Cukrowski : Jeannie Richardson
- Michael Sarrazin (VQ : Mario Desmarais): Frank Bryant
- Anna Thalbach : Kate
- Siobhan Flynn : Thana Brinkman
- Joan McBride : Mrs. Richardson
- Elizabeth McKechnie (VF : Frédérique Cantrel) : Alice Turnbull
- Arnita Swanson : Barlow
- Gordon Peters : Rooney
- Nils Brunkhorst : Prisonnier
- Sven Pippig : Henry
- Anja Van Greuningen : Ashley
- Anjelika Khromova : La maman d'Ashley
- Matthias Schweighöfer : Dieter Schrader
- Birthe Wolter : Nina Blank
Version française
  - Studio de doublage : Synchro 7
  - Direction artistique : Jean-Louis Montagné
  - Adaptation : Marianne Savoye et Anne-Marie Thuaut

Source et légende : Version française (VF) sur RSDoublage, Version québécoise (VQ) sur Doublage.qc.ca 

## Critiques
Le film a été éreinté par les critiques. Seul 3 % sur Rotten Tomatoes ont donné des critiques positives sur 87 critiques. Le film est présent dans la liste des pires films de tous les temps sur AlloCiné.

## Bande originale
- Badlands, de James Hosley et Van Decker, interprétée par The Plagues
- Sonne, interprétée par les Rammstein
- Cajun Waltz, traditionnel américain

## Distinctions

### Récompenses
- Dallas-Fort Worth Film Critics Association 2003 : « Prix du pire film »
- Fangoria Chainsaw Awards 2003 : « Prix Tronçonneuse du pire film »
- Fantafestival 2003 : William Malone lauréat du Prix Argent

### Nominations
- Festival du film fantastique d'Amsterdam 2004 : William Malone nommé pour le Grand Prix Or
- Festival international du film de Catalogne 2002 : William Malone nommé pour le prix du meilleur film

## Tournage
Le tournage s'est déroulé à Montréal (Québec, Canada), Dommeldange (Luxembourg).